# 近藤玲奈
近藤 玲奈（こんどう れいな、1999年1月28日 - ）は、日本の女性声優、歌手、ファッションモデル。千葉県出身。ヒラタオフィス所属。

## 活動・人物
小学五年生くらいの時から芸能界に興味を持ち、ファッションモデルとして芸能活動を開始。ファッション雑誌『ラブベリー』で専属モデルを務めた。
中学生の頃、『ひぐらしのなく頃に』を見て声優を志す。2015年より声優として活動を開始。2018年にテレビアニメ「スロウスタート」の一之瀬花名役で初主演。2021年にコロムビアよりソロアーティストデビューが発表。また、アーティスト活動関連にて、Twitterを公式化した。
2021年1月30日、アーティストデビューCD発売前に、日本教育会館一ツ橋ホールにて、ソロとして初めてのライブ「近藤玲奈 1st LIVE 〜Listen〜」を昼と夜の2回開催した。
2021年4月14日、ソロアーティストデビュー、シングル「桜舞い散る夜に」を発売した。
2024年2月23日から病気治療のため一時休養を経て、同年7月27日から28日に横浜アリーナで開催された「THE IDOLM@STER SHINY COLORS LIVE FUN!! -Beyond the Blue sky-」に出演。ただし参加曲数を絞り、体調面の考慮がなされていた。
それに伴い、朗読劇『魔法少女育成計画double shadow』のシャドウゲール役は事務所の先輩である小松未可子が代役を務めた。
特技は暗記。過去に所属事務所ホームページに掲載されていた関西弁は家で使用していることから掲載されていたが、現在は特技というほどではないため削除されている。好きな食べ物は、声優図鑑のインタビューで「抹茶アイス」だと語っている。好きなアニメには『プリキュア』シリーズ、『美少女戦士セーラームーン』を挙げている。
愛称の“れいれい”は、『ぽにきゃんぜん部!』番組内であだ名をつけることになり、ニコニコ生放送にてアンケート機能を使い視聴者からの投票で決定した。
2021年に高校生になった妹がいる。
ディズニーが好きで特にグーフィーが好き。

## 出演
太字はメインキャラクター。

### テレビアニメ
2015年
- 青春×機関銃（女子生徒）
- ランス・アンド・マスクス（初等部の男子）

2016年
- カードファイト!! ヴァンガードG ストライドゲート編（野良猫）
- 甘々と稲妻（女子級長）

2017年
- けものフレンズ（2017年 - 2019年、コツメカワウソ） - 2シリーズ
- 時間の支配者（女子C、踊り子C、女性A、少年）
- Just Because!（鈴木桃花）

2018年
- スロウスタート（一之瀬花名） - 第11話エンドカードも担当
- 怪獣娘 〜ウルトラ怪獣擬人化計画〜（マガジャッパ）
- からかい上手の高木さん（ボブカットの子）
- Lostorage conflated WIXOSS（かえで）
- 俺が好きなのは妹だけど妹じゃない（永見涼花）
- ソードアート・オンライン アリシゼーション（2018年 - 2020年、ロニエ・アラベル、ローランネイ） - 3シリーズ

2019年
- ブギーポップは笑わない（末真和子）
- 八月のシンデレラナイン（東雲龍）
- Dr.STONE（2019年 - 2022年、ルビィ） - 2シリーズ
- ヴィンランド・サガ（2019年 - 2023年、ホルザランド） - 2シリーズ
- ありふれた職業で世界最強（ソーナ・マサカ）

2020年
- ドロヘドロ（ニカイドウ）
- ヒーリングっど♥プリキュア（女子）
- ふしぎ駄菓子屋 銭天堂（美鈴）
- おちこぼれフルーツタルト（前原仁菜）

2021年
- ホリミヤ（2021年 - 2023年、河野桜） - 2シリーズ
- ワールドトリガー（染井華）
- ひぐらしのなく頃に業（取り巻き、生徒） - 2シリーズ
- マジカパーティ（2021年 - 2022年、アーニャ・ド・グレンガルド十二世）
- 憂国のモリアーティ（ケイト）
- 転生したらスライムだった件 転スラ日記（リリナ）
- 結城友奈は勇者である ちゅるっと!（伊予島杏）
- ましろのおと（山里結）
- バトルアスリーテス大運動会 ReSTART!（チャル・ヴァルター）
- EDENS ZERO（2021年 - 2023年、パヨ） - 2シリーズ
- 平穏世代の韋駄天達（メルクゥ）
- 結城友奈は勇者である -大満開の章-（伊予島杏）

2022年
- 錆喰いビスコ（猫柳パウー）
- ヘアピンダブル（河合ひな / ヘアピンピンク）
- ヴァニタスの手記（シェーヴル）
- トライブナイン（雪谷えのき）
- くノ一ツバキの胸の内（ハギ）
- ラブライブ!虹ヶ咲学園スクールアイドル同好会（黒羽咲夜）
- 陰の実力者になりたくて!（2022年 - 2023年、イータ） - 2シリーズ
- アキバ冥途戦争（和平なごみ）

2023年
- 火狩りの王（木々人）
- 文豪ストレイドッグス（キャスター）
- 異世界のんびり農家（ユーリ）
- カワイスギクライシス（フィアナ・ティアリー）
- 事情を知らない転校生がグイグイくる。（安達海美）
- BIRDIE WING -Golf Girls' Story-（シェリス・ケイ）
- ワールドダイスター（白丸美兎）
- アンデッドガール・マーダーファルス（カーミラ）
- Helck（アリシア）

2024年
- 月が導く異世界道中 第二幕（サイリツ）
- アイドルマスター シャイニーカラーズ（風野灯織） - 2シリーズ
- ブルーアーカイブ The Animation（陸八魔アル）
- ガールズバンドクライ（ヒナ）
- 真夜中ぱんチ（乙美）
- 合コンに行ったら女がいなかった話（撫子）
- さようなら竜生、こんにちは人生（オリヴィア）
- マーダーミステリー・オブ・ザ・デッド（ムルムル 姉）
- FAIRY TAIL 100年クエスト（2024年 - 2025年、ハクネ）

2025年
- ＃コンパス2.0 戦闘摂理解析システム（双挽乃保）
- スライム倒して300年、知らないうちにレベルMAXになってました ～そのに～（ナーナ・ナーナ）
- ファムファタル育成計画（倉橋雪子）

時期未定
- 魔法少女育成計画 restart（シャドウゲール）

### OVA
- 普通の女子高生が【ろこどる】やってみた。クリスマススペシャル（2015年、女の子）
- Lostorage conflated WIXOSS -missing link-（2017年、かえで）
- 俺が好きなのは妹だけど妹じゃない （2019年、永見涼花） - BD/DVD第1・2巻に収録
- ドロヘドロより魔のおまけ（2020年、ニカイドウ）

### Webアニメ
- 超游世界（2017年、若い女の子、アナウンサー)
- 未来想像記（2019年、西野詩織[52]）
- 爆丸アーマードアライアンス（2020年、モニカ）
- かげじつ！（2022年 - 2023年、イータ、ホトトギスくん）
- ロマンティック・キラー（2022年、柏木玲菜）
- ブルーアーカイブ「beautiful day dreamer」（2022年、陸八魔アル）
- 爆丸エボリューションズ（2022年、メイド、アカデミー女生徒）
- ブルアカ超リアル麻雀（2024年、陸八魔アル）
- 一姫の麻雀放浪記（2024年、陸八魔アル）

### ゲーム
2015年
- ガーディアンクラッシュ（レイール）
- 車なごコレクション（ムーヴ 5代目・LA100S型）
- スクールスタードリーム!（結祈静）
- 刻のイシュタリア（勝利の女神ヴィクトリア）
- ヴァリアントナイツ（リリア＝メヌエット）
- 無限のジグラット（ドロシー）
- メイプルストーリー ブラックヘヴン（ヘレナ）
- レーシング娘。（伴アスカ、丹治萌、救田杏美）

2016年
- 蒼き雷霆 ガンヴォルト（2016年 - 2022年、オウカ） - 2作品
- ウチの姫さまがいちばんカワイイ（アテナ）
- 御城プロジェクト:RE（真田丸、湊城、平井城）
- Caligula -カリギュラ-（千葉登紀子）
- クイズRPG 魔法使いと黒猫のウィズ（シエオラ）
- 三国志ものがたり（大喬）
- ＃コンパス 戦闘摂理解析システム（双挽乃保、ルチアーノの妻）
- 少女とドラゴン-幻獣契約クリプトラクト-（ユグドラシル、ホロウ、コーギー）
- ソウルワーカー（キャサリン）
- ソラヒメ ACE VIRGIN -銀翼の戦闘姫-（Ju 188、Yak-1、B-17、テジャス、J-10 殲撃十型、MiG-27、原罪【怠惰】）
- 誰ガ為のアルケミスト（スピカ）
- 九十九姫（天羽々斬）
- ドラゴンハンターCOOP（アバターボイス）
- トリックスター〜召喚士になりたい〜（メイドアンジェ）
- ビーナスイレブンびびっど！（上月しのぶ、ユミット)
- めがみめぐり（オキツシマヒメ）
- ユバの徽（ラムサラ、ウインダ）
- レムリア〜Strada Of Chain〜（アレット）

2017年
- レッドストーン2（セシル）
- エターナルリンケージ 〜蒼穹のアムネシア〜（アーチェ）　
- サウザンドメモリーズ（水響の精戦士エリーゼ）
- 夢幻のラビリズ（ラビ）
- 編隊少女‐フォーメーションガール　（水城雫）
- あやかし百鬼夜行〜極〜（通り悪魔 昏、船幽霊、人魚、猫猫）
- クラッシュ・オブ・パンツァー（ゲルトルート・フォン・ルントシュテット、他）
- ファイナルファンタジーレジェンズⅡ（エモ）
- ガルフト！（深津千鶴）
- めがみめぐり（オキツシマヒメ）
- フィッシュアイランド2（ルミ）
- 戦場のツインテール（エルフ）
- かんぱに☆ガールズ（パティー・バティー、メアリー・ディケンズ）
- 八月のシンデレラナイン（2017年 - 2023年、東雲龍）
- 結城友奈は勇者である 花結いのきらめき（2017年 - 2022年、伊予島杏）
- 白猫プロジェクト（ルル）
- スクールスタードリーム〜カミオシ！〜（結祈静）
- 天華百剣 -斬-（小狐丸）
- モンスターストライク（リーベ）
- マギアレコード 魔法少女まどか☆マギカ外伝（2017年 - 2023年、粟根こころ）
- ファントム オブ キル（スイハ）
- 予言者育成学園 Fortune Tellers Academy（マイ）
- デスティニーチャイルド（アルテミス）
- R.E.D 〜RAGE EXTINGUISH DAY〜（曲菲烟）

2018年
- ORDINAL STRATA -オーディナル ストラータ-（アスセナ）
- 装甲娘（オノサキ マユウ、フクヤマ コトノ、アキヤマ ミノリ）
- モン娘☆は〜れむ（マガジャッパ）
- ときめきアイドル（草壁野々香）
- きららファンタジア（2020年 - 2022年、一之瀬花名、前原仁菜）
- アイドルマスター シャイニーカラーズ（2018年 - 2025年、風野灯織）
- Caligula Overdose -カリギュラ オーバードーズ-（千葉登紀子）
- 嘘つき姫と盲目王子（朗読ナレーション）
- オンゲキ（桜井春菜）
- CRYSTAR -クライスタ-（幡田零、久遠）
- ソードアート・オンライン メモリー・デフラグ（ロニエ・アラベル）
- オルタンシア・サーガ -蒼の騎士団-（トト）
- メギド72（2018年 - 2023年、ブニ）
- バハムートラビリンス（リリー、ダフネ、ヒュパティア）
- 政剣マニフェスティア（コーラル・キド）　
- アンジュ・ヴィエルジュ（ガブリエラ）
- 鬼斬（ルミ・ガーゴイル）
- 百花標人伝アスカ（茜）
- 戦の海賊（エミリア）
- 黒騎士と白の魔王（風神）
- テリア・サーガ（ラバーダック、ココ、ユズハ、ドロシー）
- 幻獣契約クリプトラクト（2018年 - 2020年、ホロウ、コーギー、ニィサ）

2019年
- ミリ姫大戦〜RELOAD〜（マルムベルグ、ぺニアコフ、ゴリアン）
- ICARUS M（クラシア）
- りっく☆じあ〜す（レオパルト2NO）
- メリーガーランド（ラティニ・アルコ・グレース）
- 荒野のコトブキ飛行隊 大空のテイクオフガールズ!（ミント）
- LoveR（篁莉里愛）
- ヴァリアントフォース（キーラ・ワイルドハート）
- ゼノンザード（ノノイン・ニルオン）
- けものフレンズ3（コツメカワウソ）
- イースIX -Monstrum NOX-（イリス）
- 星鳴エコーズ（北町亜傘）
- ソウルワーカー（アルア）

2020年
- アークナイツ（フォリニック）
- プリンセスコネクト！Re:Dive（2020年 - 2025年、シェフィ / 阿賀斗紫布菜、しま、オニギリちゃん）
- LoveR Kiss（篁莉里愛）
- ワールドフリッパー（メリル）
- 装甲娘 ミゼレムクライシス（2020年 - 2021年、フェアリー、ペルセウス、ブルーリボン）
- ソードアート・オンライン アリシゼーション リコリス（ロニエ・アラベル）
- エンゲージソウルズ（セイレン）
- アズールレーン（樫野）

2021年
- ひめがみ神楽（白額虎、燭龍）
- アイドルマスター ポップリンクス（風野灯織）
- ブルーアーカイブ -Blue Archive-（2021年 - 2024年、陸八魔アル）
- 咲う アルスノトリア（第六子）
- わるい王様とりっぱな勇者（ナレーション）
- 舞歌ファンタジア（陽永由芽）
- Re:ステージ!プリズムステップ（2021年 - 2022年、前原仁菜、桜井春菜）
- シンスメモリーズ 星天の下で（北條ちはや）
- コードギアス Genesic Re;CODE（ルクス）
- ラグナドール 妖しき皇帝と終焉の夜叉姫（白狼天狗）
- ブレイブソード×ブレイズソウル（麒麟円文螺鈿白櫃）
- 逆転オセロニア（フリンデル）

2022年
- Fate/Grand Order（2022年 - 2023年、徴側）
- #コンパス ライブアリーナ（2022年 - 2023年、双挽乃保）
- 陰の実力者になりたくて！マスターオブガーデン（2022年 - 2024年、イータ）
- 無期迷途（メイス）

2023年
- トワツガイ（2023年 - 2024年、カラス）
- プリコネ！グランドマスターズ（シェフィ）
- ワールドダイスター 夢のステラリウム（2023年 - 2024年、白丸美兎）
- クライマキナ/CRYMACHINA（ジャン）
- セガNET麻雀 MJ（リンシャンカイホー）
- 404 GAME RE:SET -エラーゲームリセット-（ボナンザブラザーズ）
- 女神楽園 ガーデス・パラダイス（蛟）
- グランブルーファンタジー（2023年 - 2024年、ウツセミ）
- アイドルマスター シャイニーカラーズ Song for Prism（2023年 - 2025年、風野灯織）

2024年
- グランブルーファンタジー ヴァーサス -ライジング-（シェフィ） - DLC追加キャラクター
- ファントム オブ キル -オルタナティブ・イミテーション-（スイハ）
- 雀魂（陸八魔アル）
- デッド オア アライブ エクストリーム ヴィーナス バケーション（れいか）
- エルゴスム（秋桜ナギサ）
- カルドアンシェル（オウカ）

2025年
- トライブナイン（雪谷えのき）
- アイドルマスター ツアーズ（風野灯織）
- 魔法少女まどか☆マギカ Magia Exedra（粟根こころ）
- UNDER NIGHT IN-BIRTH II Sys:Celes（イズミ） - DLC追加キャラクター
- 空の軌跡 the 1st（カノーネ・アマルティア大尉）

### ドラマCD
- 乃木若葉は勇者である（2016年、伊予島杏）
- 悠久のユーフォリア（2016年、冬月澪奈）
- フレラジ☆（2016年、朱木茜）
- 俺が好きなのは妹だけど妹じゃない「Secret Story」 / 「起・承・転・結・序・破・急」ミニドラマ（2018年、永見涼花）
- 友達の妹が俺にだけウザい（2021年 - 2022年、影石翠）

### デジタルコミック
- Splatoon（2017年、ヘッドホンちゃん）
- 月のお気に召すまま（2021年、日花） - 第6巻購入特典URLページ、別冊マーガレット2021年7月付録URLカード[111]
- 臆病な伯爵令嬢は揉め事を望まない（2021年、アメリア・レストン[112]）

### 吹き替え
- ストレンジ・ワールド/もうひとつの世界（2022年、アジマス[113]）
- スクール・フォー・グッド・アンド・イービル（2022年、ソフィー 〈ソフィア・アン・カルーソ〉）
- ロイヤルティーン：ウワサのプリンス（2022年、マルグレーテ）
- 戦え！チアスクワッド：ゲット・イーブン・シリーズ（2022年、ルミ）

### ナレーション
- comico PVナレーション（2015年 - 2016年）
- 日常ではさえないただのおっさん、本当は地上最強の戦神 CMナレーション（2019年）[114]

### ラジオ
※はインターネット配信。
- フレラジ☆リアルラジオ（2015年、HiBiKi Radio Station※）
- りっぴー・れいれい・夏花のRadioフジゲームス（2017年 - 2018年、超!A&G+※・AG-ON Premium※）
- スロウスタート STARTailsちゃん！ね！ね！ねる！☆（2018年、超!A&G+※）[115]
- おとじょ!!〜近藤玲奈のポジティブドッジボール!〜（2018年、音泉※）[116]
- アイドルマスター シャイニーカラーズ はばたきラジオステーション（2018年 - 、ASOBI CHANNEL※） - 週替わりパーソナリティ
- 田中ちえ美・近藤玲奈のきょめらじ♫（2018年 - 2019年、ラジオ関西・ニコニコ動画アニたまどっとコムチャンネル※）
- TVアニメ『俺が好きなのは妹だけど妹じゃない』お兄ちゃんが好きすぎて困ってしまう妹のラジオです。（2018年、音泉※）
- &CAST!!!アワー 小松未可子・近藤玲奈のラブパレット！（2019年 - 2020年、&CAST!!!※、超A&G+※）
- 諏訪ななか・近藤玲奈のバトルアスリーテス大運動会 ReSTART!音楽部!（2021年 - 、HiBiKi Radio Station※・YouTube※）[117]
- 近藤玲奈の桜舞い散る夜に一遊び（2021年、全4回、AuDee(オーディー)※）[118][119][120]
- 小松未可子のSunday Share Night（2025年、超A&G+※） - 小松未可子の産休に伴う代理

### インターネット配信番組
- ぽにきゃんぜん部!（2015年 - 2017年、ニコニコ生放送）
- 諏訪彩花・近藤玲奈 声優じゃない時間（2018年、ニコニコ生放送）
- みのりほのかれいなの立派な役者にしてください。〜略してぱな祭〜（2018年 - 2021年、ニコニコ生放送）
- 近藤玲奈のれいれいワールド〜にちょっとこいや♥〜（2019年 - 2021年、ニコニコ生放送）

### テレビドラマ
- 世にも奇妙な物語 ’12秋の特別編（2012年、フジテレビ）[121] - サエキヨウコ 役
- NTTデータクリスマススペシャル 青春アルゴリズム（2012年、テレビ東京）[121]
- 幽かな彼女（2013年、フジテレビ）[121] - 向井樹里 役
- JCN『防災戦士マモルンジャー』（2013年）
- チーム・バチスタ4螺鈿迷宮（2014年、フジテレビ）[121]

### 実写映画
- ハケンアニメ!（2022年）※顔出し出演
  - 劇中アニメ『運命戦線リデルライト』（七菜香）

### 映像商品
- 「THE IDOLM@STER SHINY COLORS 1stLIVE FLY TO THE SHINY SKY」Blu-ray（2019年）[122]
- バンダイナムコエンターテインメントフェスティバル 2days LIVE Blu-ray（2020年）[123]
- 「THE IDOLM@STER SHINY COLORS MUSIC DAWN」Blu-ray（2021年）[124]
- 「THE IDOLM@STER SHINY COLORS 3rdLIVE TOUR PIECE ON PLANET / NAGOYA」Blu-ray （2022年）[125]
- バンダイナムコエンターテインメントフェスティバル 2nd 2days LIVE Blu-ray（2023年）[126]
- 「THE IDOLM@STER SHINY COLORS 5thLIVE If I_wings.」Blu-ray ※DAY2のみ（2023年）　[127]
- 283PRODUCTION SOLO PERFORMANCE LIVE「我儘なまま」Blu-ray（2024年）[128]
- THE IDOLM@STER SHINY COLORS 5.5th Anniversary LIVE「星が見上げた空」Blu-ray（2024年）[129]
- 「異次元フェス アイドルマスター★♥ラブライブ！歌合戦」Blu-ray（2024年）[130]

### その他コンテンツ
- LINEスタンプ『アイドルマスター シャイニーカラーズ』（2019年 - 2020年、風野灯織） - 2作品[一覧 11]
- ASMR『『ハツコイノォト』夜景きらめくプリズム〜勇気を出したいキミへ〜』（2021年、マナ）
- 『トワツガイ Fans』ストーリー（2024年 - 2025年、カラス[131]）

## ディスコグラフィ

### シングル
|            | 発売日        | タイトル           | 規格品番    | 規格品番   | オリコン 最高位 |
| 初回限定盤 | 発売日        | タイトル           | 通常盤      |            | オリコン 最高位 |
| ---------- | ------------- | ------------------ | ----------- | ---------- | --------------- |
| 1st        | 2021年4月14日 | 桜舞い散る夜に     | COZC-1730/1 | COCC-17861 | 22位            |
| 2nd        | 2023年4月5日  | アルコルとポラリス |             | COCC-18069 | 33位            |

### アルバム
|            | 発売日        | タイトル     | 規格品番    | 規格品番   | オリコン 最高位 |
| 初回限定盤 | 発売日        | タイトル     | 通常盤      |            | オリコン 最高位 |
| ---------- | ------------- | ------------ | ----------- | ---------- | --------------- |
| コンセプト | 2021年12月1日 | 11次元のLena | COZX-1830/1 | COCX-41624 | 42位            |

### タイアップ曲
| 楽曲               | タイアップ                                                             | 時期   |
| ------------------ | ---------------------------------------------------------------------- | ------ |
| 桜舞い散る夜に     | テレビアニメ『バトルアスリーテス大運動会 ReSTART!』エンディングテーマ  | 2021年 |
| アルコルとポラリス | テレビアニメ『事情を知らない転校生がグイグイくる。』オープニングテーマ | 2023年 |

### キャラクターソング
| 発売日         | 商品名                                                                                          | 歌 | 楽曲 | 備考                                                                             |
| -------------- | ----------------------------------------------------------------------------------------------- | --- | --- | -------------------------------------------------------------------------------- |
| 2017年10月16日 | 予言者育成学園 楽曲集                                                                           | バス★テット | 「Shining World」 | ゲーム『予言者育成学園 Fortune Tellers Academy』関連曲                           |
| 2017年11月24日 | 悠久のユーフォリア ハイレゾ・コンテンツBOOK Vol.1                                               | spectre | 「スペクトル」 | 『悠久のユーフォリア』関連曲                                                     |
| 2017年12月13日 | けものフレンズ ドラマ&キャラクターソングアルバム「Japari Café2」                                | コツメカワウソ（近藤玲奈） | 「たーのしーたーのしーたーのしー！」 | テレビアニメ『けものフレンズ』関連曲                                             |
| 2017年12月13日 | けものフレンズ ドラマ&キャラクターソングアルバム「Japari Café2」                                | どうぶつビスケッツ＋かばん（内田彩）×PPP / セリフ - コツメカワウソ（近藤玲奈）、アフリカオオコノハズク（三上枝織）、ワシミミズク（上原あかり）、マーゲイ（山下まみ）、ギンギツネ（相坂優歌）、キタキツネ（三森すずこ） | 「ドレミファロンド（フレンズ ver.）」 | テレビアニメ『けものフレンズ』関連曲                                             |
| 2018年1月17日  | DREAMING-ING!!                                                                                  | ときめきアイドル project | 「DREAMING-ING!!」 「トキメキ☆ミライ」 | ゲーム『ときめきアイドル』関連曲                                                 |
| 2018年1月17日  | DREAMING-ING!!                                                                                  | 草壁野々香（近藤玲奈） | 「DREAMING-ING!!」 | ゲーム『ときめきアイドル』関連曲                                                 |
| 2018年1月24日  | ne! ne! ne!                                                                                     | STARTails☆ | 「ne! ne! ne!」 | テレビアニメ『スロウスタート』オープニングテーマ                                 |
| 2018年1月24日  | ne! ne! ne!                                                                                     | STARTails☆ | 「夕焼けといっしょに」 | テレビアニメ『スロウスタート』エンディングテーマ                                 |
| 2018年3月14日  | スロウスタート キャラクターソングアルバム「Step by Step」                                       | 一之瀬花名（近藤玲奈） | 「みんなありがと。」 | テレビアニメ『スロウスタート』関連曲                                             |
| 2018年3月14日  | 恋時雨                                                                                          | ときめきアイドル project | 「Jewelry days」 | ゲーム『ときめきアイドル』関連曲                                                 |
| 2018年3月28日  | スロウスタート BD・DVD第1巻特典CD                                                               | 一之瀬花名（近藤玲奈）、百地たまて（伊藤彩沙） | 「カナエタマエ」 | テレビアニメ『スロウスタート』関連曲                                             |
| 2018年6月6日   | THE IDOLM@STER SHINY COLORS BRILLI@NT WING 01 Spread the Wings!!                                | シャイニーカラーズ | 「Spread the Wings!!」 「Multicolored Sky」 | ゲーム『アイドルマスター シャイニーカラーズ』テーマソング                        |
| 2018年7月4日   | THE IDOLM@STER SHINY COLORS BRILLI@NT WING 02 ヒカリのdestination                               | イルミネーションスターズ | 「ヒカリのdestination」 「虹になれ」 「Spread the Wings!!」 | ゲーム『アイドルマスター シャイニーカラーズ』関連曲                              |
| 2018年7月11日  | カン違いSummer Days                                                                             | ときめきアイドル project | 「カン違いSummer Days」 | ゲーム『ときめきアイドル』関連曲                                                 |
| 2018年7月25日  | スロウスタート BD・DVD第5巻特典CD                                                               | 一之瀬花名（近藤玲奈）、京塚志温（M・A・O）、万年大会（内田真礼） | 「はぴらき☆エブリディ」 | テレビアニメ『スロウスタート』関連曲                                             |
| 2018年8月10日  | ファントム オブ ラブ                                                                            | エルキュール（新田ひより）、ミネルヴァ（小田果林）、フライシュッツ（大地葉）、ダモクレス（山田奈都美）、スイハ（近藤玲奈）、ネス（小松ゆうり）、グラーシーザ（渡辺明佳） | 「ファントム オブ ラブ」 | ゲーム『ファントム オブ キル』関連曲                                             |
| 2018年8月19日  | 真夏のサイレン                                                                                  | 有原翼（西田望見）、東雲龍（近藤玲奈）、野崎夕姫（南早紀）、河北智恵（井上ほの花） | 「栄光のダイヤモンド」 「かっとばせ！未来へ」 「ぬかるみ」 「八月のメモリー」 | ゲーム『八月のシンデレラナイン』関連曲                                           |
| 2018年8月19日  | 真夏のサイレン                                                                                  | 有原翼（西田望見）、東雲龍（近藤玲奈）、野崎夕姫（南早紀）、河北智恵（井上ほの花） | 「世界でいちばん熱い夏」 | ゲーム『八月のシンデレラナイン』主題歌                                           |
| 2018年8月29日  | スロウスタート BD・DVD第6巻特典CD                                                               | STARTails☆ | 「明日もきっと」 | テレビアニメ『スロウスタート』関連曲                                             |
| 2018年12月19日 | THE IDOLM@STER SHINY COLORS SE@SONAL WINTER                                                     | シャイニーカラーズ | 「SNOW FLAKES MEMORIES」 「Let's get a chance」 | ゲーム『アイドルマスター シャイニーカラーズ』関連曲                              |
| 2019年3月9日   | THE IDOLM@STER SHINY COLORS SOLO COLLECTION -1stLIVE FLY TO THE SHINY SKY-                      | 風野灯織（近藤玲奈） | 「ヒカリのdestination」 | ゲーム『アイドルマスター シャイニーカラーズ』関連曲                              |
| 2019年3月27日  | ソードアート・オンライン アリシゼーション BD・DVD第3巻特典CD                                    | ソルティリーナ（潘めぐみ）、ロニエ（近藤玲奈）、ティーゼ（石原夏織） | 「Cherishing the memory」 | テレビアニメ『ソードアート・オンライン アリシゼーション』関連曲                  |
| 2019年4月6日   | 始まりの合図                                                                                    | HUiT | 「ミラクルメイカー」 「スタートライン、桜ひらり。」 | ゲーム『八月のシンデレラナイン』関連曲                                           |
| 2019年4月10日  | THE IDOLM@STER SHINY COLORS FR@GMENT WING 01                                                    | シャイニーカラーズ | 「Ambitious Eve」 「いつか Shiny Days」 | ゲーム『アイドルマスター シャイニーカラーズ』関連曲                              |
| 2019年4月17日  | 百華繚乱                                                                                        | 鬼神丸国重（天海由梨奈）、小狐丸（近藤玲奈）、島津正宗（小野早稀）、微塵丸（阿部笑華） | 「フレフレTRY!〜君に捧げる応援歌〜」 | ゲーム『天華百剣 -斬-』関連曲                                                    |
| 2019年4月24日  | ONGEKI Vocal Collection 03                                                                      | bitter flavor | 「Kiss Me Kiss」 | ゲーム『オンゲキ』関連曲                                                         |
| 2019年4月24日  | ONGEKI Vocal Collection 03                                                                      | 桜井春菜（近藤玲奈） | 「SWEET SHAKE!!」 「Kiss Me Kiss」 | ゲーム『オンゲキ』関連曲                                                         |
| 2019年5月8日   | THE IDOLM@STER SHINY COLORS FR@GMENT WING 02                                                    | イルミネーションスターズ | 「We can go now!」 「トライアングル」 「Ambitious Eve」 | ゲーム『アイドルマスター シャイニーカラーズ』関連曲                              |
| 2019年8月9日   | あの夏の記録                                                                                    | 有原翼（西田望見）、東雲龍（近藤玲奈）、野崎夕姫（南早紀）、河北智恵（井上ほの花） | 「どんなときも。」 | テレビアニメ『八月のシンデレラナイン』エンディングテーマ                         |
| 2019年8月9日   | あの夏の記録                                                                                    | 有原翼（西田望見）、東雲龍（近藤玲奈）、野崎夕姫（南早紀）、河北智恵（井上ほの花） | 「青春ライン」 「浪漫飛行」 | テレビアニメ『八月のシンデレラナイン』関連曲                                     |
| 2019年8月9日   | あの夏の記録                                                                                    | 東雲龍（近藤玲奈）、野崎夕姫（南早紀） | 「My Revolution」 | テレビアニメ『八月のシンデレラナイン』関連曲                                     |
| 2019年8月18日  | THE IDOLM@STER SHINY COLORS SOLO COLLECTION -SUMMER PARTY 2019-                                 | 風野灯織（近藤玲奈） | 「虹になれ」 | ゲーム『アイドルマスター シャイニーカラーズ』関連曲                              |
| 2019年11月6日  | 勇気の歌                                                                                        | 乃木若葉（大橋彩香）、上里ひなた（高野麻里佳）、高嶋友奈（照井春佳）、郡千景（鈴木愛奈）、土居球子（本渡楓）、伊予島杏（近藤玲奈） | 「キボウノツボミ」 「勇気のバトン」 | ゲーム『結城友奈は勇者である 花結いのきらめき』関連曲                            |
| 2019年12月18日 | THE IDOLM@STER SHINY COLORS FUTURITY SMILE                                                      | シャイニーカラーズ | 「FUTURITY SMILE」 「Spread the Wings!!」 | ゲーム『アイドルマスター シャイニーカラーズ』関連曲                              |
| 2019年12月18日 | 八月のシンデレラナイン BD第4巻特典CD                                                            | 東雲龍（近藤玲奈） | 「どんなときも。」 | テレビアニメ『八月のシンデレラナイン』関連曲                                     |
| 2020年2月12日  | THE IDOLM@STER SHINY COLORS SWEET♡STEP                                                          | シャイニーカラーズ | 「SWEET♡STEP」 「Multicolored Sky」 | ゲーム『アイドルマスター シャイニーカラーズ』関連曲                              |
| 2020年2月26日  | ONGEKI Vocal Collection 07                                                                      | FIREシューターズ | 「MAKING!ハイタッチ！」 | ゲーム『オンゲキ』関連曲                                                         |
| 2020年2月26日  | ONGEKI Vocal Collection 07                                                                      | 桜井春菜（近藤玲奈） | 「MAKING!ハイタッチ！」 | ゲーム『オンゲキ』関連曲                                                         |
| 2020年3月21日  | THE IDOLM@STER SHINY COLORS SOLO COLLECTION -SPRING PARTY 2020-                                 | 風野灯織（近藤玲奈） | 「We can go now!」 | ゲーム『アイドルマスター シャイニーカラーズ』関連曲                              |
| 2020年3月25日  | プリンセスコネクト！Re:Dive PRICONNE CHARACTER SONG 13                                          | ペコリーヌ（M・A・O）、コッコロ（伊藤美来）、キャル（立花理香）、ユイ（種田梨沙）、ヒヨリ（東山奈央）、レイ（早見沙織）、シェフィ（近藤玲奈） | 「Mirage Game」 | ゲーム『プリンセスコネクト！Re:Dive』第2部メインテーマ                           |
| 2020年4月5日   | 刹那、轟く歓声                                                                                  | HUiT | 「背番号」 「胸の音色」 | ゲーム『八月のシンデレラナイン』関連曲                                           |
| 2020年4月8日   | THE IDOLM@STER SHINY COLORS GR@DATE WING 01                                                     | シャイニーカラーズ | 「シャイノグラフィ」 「Dye the sky.」 | ゲーム『アイドルマスター シャイニーカラーズ』関連曲                              |
| 2020年4月22日  | ONGEKI Sound Collection 03 Splash Dance!!                                                       | 星咲あかり（赤尾ひかる）、高瀬梨緒（久保ユリカ）、日向千夏（岡咲美保）、桜井春菜（近藤玲奈）、井之原小星（もものはるな） | 「Splash Dance!!」 | ゲーム『オンゲキ』関連曲                                                         |
| 2020年4月22日  | ONGEKI Sound Collection 03 Splash Dance!!                                                       | 桜井春菜（近藤玲奈） | 「Splash Dance!!」 | ゲーム『オンゲキ』関連曲                                                         |
| 2020年7月29日  | THE IDOLM@STER SHINY COLORS SOLO COLLECTION -2ndLIVE STEP INTO THE SUNSET SKY-                  | 風野灯織（近藤玲奈） | 「トライアングル」 | ゲーム『アイドルマスター シャイニーカラーズ』関連曲                              |
| 2020年9月30日  | なんどでも笑おう                                                                                | THE IDOLM@STER FIVE STARS!!! | 「なんどでも笑おう」 | 「アイドルマスターシリーズ」関連曲                                               |
| 2020年9月30日  | なんどでも笑おう【シャイニーカラーズ盤】                                                        | シャイニーカラーズ | 「なんどでも笑おう」 | 「アイドルマスターシリーズ」関連曲                                               |
| 2020年9月30日  | なんどでも笑おう【シャイニーカラーズ盤】                                                        | 風野灯織（近藤玲奈） | 「なんどでも笑おう」 | 「アイドルマスターシリーズ」関連曲                                               |
| 2020年10月14日 | THE IDOLM@STER SHINY COLORS GR@DATE WING 02                                                     | イルミネーションスターズ | 「Twinkle way」 「Happy Funny Lucky」 「シャイノグラフィ」 | ゲーム『アイドルマスター シャイニーカラーズ』関連曲                              |
| 2020年10月28日 | おちこぼれフルーツタルト メインテーマCD                                                         | フルーツタルト | 「キボウだらけのEVERYDAY」 | テレビアニメ『おちこぼれフルーツタルト』オープニングテーマ                       |
| 2020年10月28日 | おちこぼれフルーツタルト メインテーマCD                                                         | フルーツタルト | 「ワンダー！」 | テレビアニメ『おちこぼれフルーツタルト』エンディングテーマ                       |
| 2020年10月28日 | おちこぼれフルーツタルト メインテーマCD                                                         | フルーツタルト | 「タルトなキモチ」 | テレビアニメ『おちこぼれフルーツタルト』挿入歌                                   |
| 2020年10月31日 | THE IDOLM@STER SHINY COLORS SOLO COLLECTION -MUSIC DAWN-                                        | 風野灯織（近藤玲奈） | 「SNOW FLAKES MEMORIES」 | ゲーム『アイドルマスター シャイニーカラーズ』関連曲                              |
| 2020年12月23日 | 荒野のコトブキ飛行隊 大空のテイクオフガールズ！ チームソングミニアルバム                        | カナリア自警団 | 「ことりのマーチ」 | ゲーム『荒野のコトブキ飛行隊 大空のテイクオフガールズ！』関連曲                  |
| 2021年1月27日  | おちこぼれフルーツタルト BD・DVD第1巻特典CD                                                     | 関野ロコ（久保田梨沙）、貫井はゆ（白石晴香）、前原仁菜（近藤玲奈） | 「ネズミ戦隊ネズレンジャー」 | テレビアニメ『おちこぼれフルーツタルト』挿入歌                                   |
| 2021年1月27日  | おちこぼれフルーツタルト BD・DVD第1巻特典CD                                                     | フルーツタルト | 「ネズミ戦隊ネズレンジャー」 | テレビアニメ『おちこぼれフルーツタルト』挿入歌                                   |
| 2021年2月17日  | THE IDOLM@STER SHINY COLORS COLORFUL FE@THERS -Luna-                                            | Team.Luna | 「リフレクトサイン」 | ゲーム『アイドルマスター シャイニーカラーズ』関連曲                              |
| 2021年2月17日  | THE IDOLM@STER SHINY COLORS COLORFUL FE@THERS -Luna-                                            | 風野灯織（近藤玲奈） | 「スローモーション」 | ゲーム『アイドルマスター シャイニーカラーズ』関連曲                              |
| 2021年2月24日  | ONGEKI Vocal Party 03                                                                           | 三角葵（春野杏）、桜井春菜（近藤玲奈）、珠洲島有栖（長縄まりあ） | 「YAMINABE☆PANIC〜ご馳走詰め込みフルコース〜」 | ゲーム『オンゲキ』関連曲                                                         |
| 2021年2月24日  | ONGEKI Vocal Party 03                                                                           | 桜井春菜（近藤玲奈） | 「YAMINABE☆PANIC〜ご馳走詰め込みフルコース〜」 | ゲーム『オンゲキ』関連曲                                                         |
| 2021年2月24日  | おちこぼれフルーツタルト BD・DVD第2巻特典CD                                                     | フルーツタルト | 「タルトなキモチ」 | テレビアニメ『おちこぼれフルーツタルト』挿入歌                                   |
| 2021年2月      | AIカードダス／アニメ『ゼノンザード＜ZENONZARD＞』 ベストアルバム「ELEMENTS」                    | ノノイン・ニルオン（近藤玲奈） | 「I do L I love U」 | ゲーム『ゼノンザード』挿入歌                                                     |
| 2021年3月24日  | おちこぼれフルーツタルト BD・DVD第3巻特典CD                                                     | フルーツタルト | 「目指せ！カレーNo.1!」 | テレビアニメ『おちこぼれフルーツタルト』挿入歌                                   |
| 2021年3月24日  | おちこぼれフルーツタルト BD・DVD第3巻特典CD                                                     | フルーツタルト、クリームあんみつ | 「青春の終焉と少女の翼」 | テレビアニメ『おちこぼれフルーツタルト』挿入歌                                   |
| 2021年4月14日  | THE IDOLM@STER SHINY COLORS L@YERED WING 01                                                     | シャイニーカラーズ | 「Resonance⁺」 「Color Days」 | ゲーム『アイドルマスター シャイニーカラーズ』関連曲                              |
| 2021年4月24日  | THE IDOLM@STER SHINY COLORS SOLO COLLECTION -3rdLIVE TOUR PIECE ON PLANET / TOKYO-              | 風野灯織（近藤玲奈） | 「Twinkle way」 | ゲーム『アイドルマスター シャイニーカラーズ』関連曲                              |
| 2021年5月19日  | THE IDOLM@STER SHINY COLORS L@YERED WING 02                                                     | イルミネーションスターズ | 「PRISISM」 「スマイルシンフォニア」 「Resonance⁺」 | ゲーム『アイドルマスター シャイニーカラーズ』関連曲                              |
| 2021年5月26日  | ホリミヤ BD・DVD第4巻特典CD                                                                     | 河野桜（近藤玲奈） | 「サクラモメント」 | テレビアニメ『ホリミヤ』関連曲                                                   |
| 2021年5月29日  | THE IDOLM@STER SHINY COLORS SOLO COLLECTION -3rdLIVE TOUR PIECE ON PLANET / FUKUOKA-            | 風野灯織（近藤玲奈） | 「Happy Funny Lucky」 | ゲーム『アイドルマスター シャイニーカラーズ』関連曲                              |
| 2021年8月25日  | ONGEKI Vocal Party 05                                                                           | bitter flavor | 「give it up to you」 | ゲーム『オンゲキ』関連曲                                                         |
| 2021年8月25日  | ONGEKI Vocal Party 05                                                                           | 桜井春菜（近藤玲奈） | 「give it up to you」 | ゲーム『オンゲキ』関連曲                                                         |
| 2022年2月14日  | THE IDOLM@STER SHINY COLORS SOLO COLLECTION -L@YERED WING part 1-                               | 風野灯織（近藤玲奈） | 「PRISISM」 | ゲーム『アイドルマスター シャイニーカラーズ』関連曲                              |
| 2022年2月14日  | THE IDOLM@STER SHINY COLORS SOLO COLLECTION -L@YERED WING part 2-                               | 風野灯織（近藤玲奈） | 「スマイルシンフォニア」 | ゲーム『アイドルマスター シャイニーカラーズ』関連曲                              |
| 2022年3月30日  | プリンセスコネクト！Re:Dive PRICONNE CHARACTER SONG 26                                          | シェフィ（近藤玲奈） | 「Ice Wings」 | ゲーム『プリンセスコネクト！Re:Dive』挿入歌                                      |
| 2022年4月2日   | キラメクMiLieヘ                                                                                 | イタズラ☆ストレート | 「キラメクMiLieヘ」 | ゲーム『ブルーアーカイブ -Blue Archive-』関連曲                                  |
| 2022年4月13日  | THE IDOLM@STER SHINY COLORS PANOR@MA WING 01                                                    | シャイニーカラーズ | 「虹の行方」 「Daybreak Age」 | ゲーム『アイドルマスター シャイニーカラーズ』関連曲                              |
| 2022年4月23日  | THE IDOLM@STER SHINY COLORS Synthe-Side 03                                                      | イルミネーションスターズ、アルストロメリア、シーズ | 「Secret utopIA」 | ゲーム『アイドルマスター シャイニーカラーズ』関連曲                              |
| 2022年4月23日  | THE IDOLM@STER SHINY COLORS Synthe-Side 03                                                      | 風野灯織（近藤玲奈） | 「Secret utopIA」 | ゲーム『アイドルマスター シャイニーカラーズ』関連曲                              |
| 2022年5月11日  | THE IDOLM@STER SHINY COLORS PANOR@MA WING 02                                                    | イルミネーションスターズ | 「FELICE」 「イルミネイトコンサート」 「虹の行方」 | ゲーム『アイドルマスター シャイニーカラーズ』関連曲                              |
| 2022年7月6日   | くノ一ツバキの胸の内 あかね組音楽集                                                             | タチアオイ（市ノ瀬加那）、ヒグルマ（峯田茉優）、ハギ（近藤玲奈） | 「あかね組活動日誌 〜子班〜」 | テレビアニメ『くノ一ツバキの胸の内』エンディングテーマ                           |
| 2022年7月6日   | くノ一ツバキの胸の内 あかね組音楽集                                                             | あかね組ねうしとらうたつみうまひつじさるとりいぬい | 「あかね組活動日誌 〜ねうしとらうたつみうまひつじさるとりいぬい大集合！〜」 | テレビアニメ『くノ一ツバキの胸の内』エンディングテーマ                           |
| 2022年8月31日  | アコガレOver                                                                                    | 本間ましろ（近藤玲奈） | 「アコガレOver」 「いちにっさんシーサイドストーリー」 | 『IDOL舞SHOW』関連曲                                                             |
| 2022年11月9日  | メイド大回転/冥途の子守唄                                                                       | とんとことんスタッフ一同 | 「メイド大回転」 | テレビアニメ『アキバ冥途戦争』オープニングテーマ                                 |
| 2022年11月30日 | Darling in the Night                                                                            | 七陰 | 「Darling in the Night」 | テレビアニメ『陰の実力者になりたくて!』エンディングテーマ                        |
| 2022年12月7日  | THE IDOLM@STER SHINY COLORS OFF VOCAL COLLECTION 02                                             | Team.Luna | 「リフレクトサイン」 | ゲーム『アイドルマスター シャイニーカラーズ』関連曲                              |
| 2023年1月18日  | THE IDOLM@STER SHINY COLORS WING COLLECTION -A side-                                            | シャイニーカラーズ | 「Spread the Wings!! -25 colors-」 「Ambitious Eve -25 colors-」 「シャイノグラフィ -25 colors-」 「Resonance⁺ -25 colors-」 「SNOW FLAKES MEMORIES -25 colors-」 「FUTURITY SMILE -25 colors-」 | ゲーム『アイドルマスター シャイニーカラーズ』関連曲                              |
| 2023年2月8日   | THE IDOLM@STER SHINY COLORS WING COLLECTION -B side-                                            | シャイニーカラーズ | 「Multicolored Sky -25 colors-」 「いつか Shiny Days -25 colors-」 「Dye the sky. -25 colors-」 「Color Days -25 colors-」 「Let's get a chance -25 colors-」 「SWEET♡STEP -25 colors-」         | ゲーム『アイドルマスター シャイニーカラーズ』関連曲                              |
| 2023年2月11日  | THE IDOLM@STER SHINY COLORS SOLO COLLECTION -M@STERS OF IDOL WORLD!!!!! 2023-                   | 風野灯織（近藤玲奈） | 「Let’s get a chance」 | ゲーム『アイドルマスター シャイニーカラーズ』関連曲                              |
| 2023年3月18日  | THE IDOLM@STER SHINY COLORS SOLO COLLECTION -5thLIVE If I_wings. part1-                         | 風野灯織（近藤玲奈） | 「FELICE」 | ゲーム『アイドルマスター シャイニーカラーズ』関連曲                              |
| 2023年3月18日  | THE IDOLM@STER SHINY COLORS SOLO COLLECTION -5thLIVE If I_wings. part2-                         | 風野灯織（近藤玲奈） | 「イルミネイトコンサート」 | ゲーム『アイドルマスター シャイニーカラーズ』関連曲                              |
| 2023年4月12日  | THE IDOLM@STER SHINY COLORS “CANVAS” 01                                                         | イルミネーションスターズ | 「Forward March!!!」 「星が流れて」 「BRIGHTEST WHITE」 | ゲーム『アイドルマスター シャイニーカラーズ』関連曲                              |
| 2023年6月10日  | トワツガイ Original Soundtrack                                                                  | カラス（近藤玲奈）、ハクチョウ（立花理香）、エナガ（立花日菜）、スズメ（高橋李依）、フクロウ（小泉萌香）、フラミンゴ（和氣あず未）、ツル（上田麗奈）、ハチドリ（富田美憂）、モズ（鬼頭明里）、ツバメ（日向未南） | 「トワノユメ」 | ゲーム『トワツガイ』関連曲                                                       |
| 2023年7月22日  | THE IDOLM@STER SHINY COLORS SOLO COLLECTION -SOLO PERFORMANCE LIVE 我儘なまま Luna-             | 風野灯織（近藤玲奈） | 「リフレクトサイン」 | ゲーム『アイドルマスター シャイニーカラーズ』関連曲                              |
| 2023年10月18日 | THE IDOLM@STER SHINY COLORS Song for Prism 星の声                                               | シャイニーカラーズ | 「星の声」 | ゲーム『アイドルマスター シャイニーカラーズ Song for Prism』テーマソング         |
| 2023年11月13日 | 夢のステラリウム                                                                                | 鳳ここな（石見舞菜香）、静香（長谷川育美）、カトリナ・グリーベル（天城サリー）、新妻八恵（長縄まりあ）、柳場ぱんだ（大空直美）、流石知冴（佐々木李子）、千寿暦（鳥部万里子）、ラモーナ・ウォルフ（田中美海）、王雪（花井美春）、リリヤ・クルトベイ（安齋由香里）、与那国緋花里（下地紫野）、千寿いろは（岡咲美保）、白丸美兎（近藤玲奈）、阿岐留カミラ（若井友希）、猫足蕾（芹澤優）、本巣叶羽（赤尾ひかる）、連尺野初魅（葵井歌菜）、烏森大黒（Lynn）、舎人仁花子（斉藤朱夏）、萬容（山村響）、筆島しぐれ（吉岡麻耶） | 「夢のステラリウム」 | ゲーム『ワールドダイスター 夢のステラリウム』関連曲                              |
| 2024年1月21日  | 全力絶対Come☆True                                                                               | イタズラ☆ストレート | 「全力絶対Come☆True」 | ゲーム『ブルーアーカイブ -Blue Archive-』関連曲                                  |
| 2024年1月21日  | ブルーアーカイブ 青春あんさんぶる Vol.3「便利屋68」                                             | 便利屋68 | 「一日一惡★レッツゴー！」 | ゲーム『ブルーアーカイブ -Blue Archive-』関連曲                                  |
| 2024年2月14日  | プリンセスコネクト！Re:Dive ORIGINAL SOUNDTRACK VOL.6                                           | シェフィ（近藤玲奈） | 「Yes! Precious Harmony!（オルゴールVer.）」 | ゲーム『プリンセスコネクト！Re:Dive』エンディングテーマ                          |
| 2024年3月2日   | THE IDOLM@STER SHINY COLORS SOLO COLLECTION -6thLIVE TOUR Come and Unite! part1-                | 風野灯織（近藤玲奈） | 「Forward March!!!」 | ゲーム『アイドルマスター シャイニーカラーズ』関連曲                              |
| 2024年3月2日   | THE IDOLM@STER SHINY COLORS SOLO COLLECTION -6thLIVE TOUR Come and Unite! part2-                | 風野灯織（近藤玲奈） | 「星が流れて」 | ゲーム『アイドルマスター シャイニーカラーズ』関連曲                              |
| 2024年3月2日   | THE IDOLM@STER SHINY COLORS SOLO COLLECTION -6thLIVE TOUR Come and Unite! part3-                | 風野灯織（近藤玲奈） | 「BRIGHTEST WHITE」 | ゲーム『アイドルマスター シャイニーカラーズ』関連曲                              |
| 2024年4月10日  | THE IDOLM@STER SHINY COLORS ツバサグラビティ                                                    | シャイニーカラーズ | 「ツバサグラビティ」 | テレビアニメ『アイドルマスター シャイニーカラーズ』オープニングテーマ            |
| 2024年4月10日  | THE IDOLM@STER SHINY COLORS ツバサグラビティ                                                    | イルミネーションスターズ | 「ツバサグラビティ」 | テレビアニメ『アイドルマスター シャイニーカラーズ』関連曲                        |
| 2024年4月24日  | ゲームアプリ『ワールドダイスター 夢のステラリウム』VocalAlbum Vol.3「デアエ・エクス・マキナ！」 | 千寿いろは（岡咲美保）、白丸美兎（近藤玲奈）、阿岐留カミラ（若井友希）、猫足蕾（芹澤優）、本巣叶羽（赤尾ひかる） | 「デアエ・エクス・マキナ！」 「きらり！マジカリュー・スマイル！」 「夢のステラリウム」 | ゲーム『ワールドダイスター 夢のステラリウム』関連曲                              |
| 2024年4月24日  | ゲームアプリ『ワールドダイスター 夢のステラリウム』VocalAlbum Vol.3「デアエ・エクス・マキナ！」 | 白丸美兎（近藤玲奈）、本巣叶羽（赤尾ひかる）、千寿いろは（岡咲美保） | 「Drawing World」 | ゲーム『ワールドダイスター 夢のステラリウム』関連曲                              |
| 2024年4月24日  | ゲームアプリ『ワールドダイスター 夢のステラリウム』VocalAlbum Vol.3「デアエ・エクス・マキナ！」 | 千寿いろは（岡咲美保）、白丸美兎（近藤玲奈） | 「プレイ・マイ・フェイバリット!!」 | ゲーム『ワールドダイスター 夢のステラリウム』関連曲                              |
| 2024年4月24日  | ゲームアプリ『ワールドダイスター 夢のステラリウム』VocalAlbum Vol.3「デアエ・エクス・マキナ！」 | 白丸美兎（近藤玲奈） | 「ひとりの夜のフィルモグラフィー」 | ゲーム『ワールドダイスター 夢のステラリウム』関連曲                              |
| 2024年5月22日  | THE IDOLM@STER SHINY COLORS Song for Prism 枕木の歌 / Happier                                   | イルミネーションスターズ | 「枕木の歌」 | ゲーム『アイドルマスター シャイニーカラーズ Song for Prism』関連曲               |
| 2024年6月24日  | ブルーアーカイブ 絆ダイアローグ Vol.2「アル」                                                   | アル（近藤玲奈） | 「これが私のハードボイルド!?」 | ゲーム『ブルーアーカイブ -Blue Archive-』関連曲                                  |
| 2024年7月10日  | Cycle Of Sorrow                                                                                 | ダイヤモンドダスト［ヒナ（近藤玲奈）］ | 「Cycle Of Sorrow」 「ETERNAL FLAME 〜空の箱〜」 | テレビアニメ『ガールズバンドクライ』挿入歌                                       |
| 2024年7月17日  | 灰の棺                                                                                          | カラス（近藤玲奈）、ハクチョウ（立花理香） | 「灰の棺」 | ゲーム『トワツガイ』関連曲                                                       |
| 2024年7月27日  | THE IDOLM@STER SHINY COLORS LIVE FUN!! -Beyond the Blue sky part1-                              | 風野灯織（近藤玲奈） | 「ツバサグラビティ」 | テレビアニメ『アイドルマスター シャイニーカラーズ』関連曲                        |
| 2024年10月9日  | THE IDOLM@STER SHINY COLORS プリズムフレア                                                      | シャイニーカラーズ | 「プリズムフレア」 | テレビアニメ『アイドルマスター シャイニーカラーズ 2nd season』オープニングテーマ |
| 2024年10月9日  | THE IDOLM@STER SHINY COLORS プリズムフレア                                                      | イルミネーションスターズ | 「プリズムフレア」 | テレビアニメ『アイドルマスター シャイニーカラーズ 2nd season』関連曲             |
| 2024年10月30日 | THE IDOLM@STER SHINY COLORS Happy Surprise Trick!                                               | 風野灯織（近藤玲奈）、月岡恋鐘（礒部花凜）、有栖川夏葉（涼本あきほ）、芹沢あさひ（田中有紀） | 「OPEN the New world」 | テレビアニメ『アイドルマスター シャイニーカラーズ 2nd season』関連曲             |
| 2024年10月30日 | THE IDOLM@STER SHINY COLORS Happy Surprise Trick!                                               | シャイニーカラーズ | 「Poison Berry Daughters」 | テレビアニメ『アイドルマスター シャイニーカラーズ 2nd season』関連曲             |
| 2024年12月11日 | アイ NEED YOU（FOR WONDERFUL STORY）【シャイニーカラーズ盤】                                    | THE IDOLM@STER BRILLIANT STARS | 「アイ NEED YOU（FOR WONDERFUL STORY）」 | 「アイドルマスターシリーズ」20周年記念楽曲                                       |
| 2024年12月11日 | アイ NEED YOU（FOR WONDERFUL STORY）【シャイニーカラーズ盤】                                    | シャイニーカラーズ | 「アイ NEED YOU（FOR WONDERFUL STORY）」 | 「アイドルマスターシリーズ」20周年記念楽曲                                       |
| 2024年12月11日 | アイ NEED YOU（FOR WONDERFUL STORY）【シャイニーカラーズ盤】                                    | 風野灯織（近藤玲奈） | 「アイ NEED YOU（FOR WONDERFUL STORY）」 | 「アイドルマスターシリーズ」20周年記念楽曲                                       |
| 2024年12月25日 | THE IDOLM@STER SHINY COLORS Over the prism                                                      | イルミネーションスターズ | 「星の数だけ」 | テレビアニメ『アイドルマスター シャイニーカラーズ 2nd season』関連曲             |
| 2024年12月25日 | THE IDOLM@STER SHINY COLORS Over the prism                                                      | シャイニーカラーズ | 「プリズムフレア -23 colors-」 | テレビアニメ『アイドルマスター シャイニーカラーズ 2nd season』関連曲             |
| 2025年1月22日  | THE IDOLM@STER SHINY COLORS ECHOES 01                                                           | イルミネーションスターズ | 「STARRY PLACE」 「晴れのちバルーン」 「Migratory Echoes」 | ゲーム『アイドルマスター シャイニーカラーズ』関連曲                              |
| 2025年1月26日  | Worlds Dye Star                                                                                 | シリウス、銀河座、Eden、劇団電姫 | 「Worlds Dye Star」 | ゲーム『ワールドダイスター 夢のステラリウム』関連曲                              |
| 2025年1月29日  | THE IDOLM@STER SHINY COLORS Song for Prism Shower of light / 快盗Vを見逃すな                    | イルミネーションスターズ | 「Shower of light」 | ゲーム『アイドルマスター シャイニーカラーズ Song for Prism』関連曲               |
| 2025年2月12日  | PRINCESS CONNECT！Re:Dive CHARACTER SONG ALBUM VOL.6                                            | ペコリーヌ（M・A・O）、コッコロ（伊藤美来）、キャル（立花理香）、シェフィ（近藤玲奈） | 「茜色の寄り道（4人ver.）」 | ゲーム『プリンセスコネクト！Re:Dive』関連曲                                      |

## ライブ・イベント

### ワンマンライブ
| 出演日        | タイトル                           | 会場                                   |
| ------------- | ---------------------------------- | -------------------------------------- |
| 2021年1月30日 | 近藤玲奈 1st LIVE 〜Listen〜       | 日本教育会館一ツ橋ホール（東京都）     |
| 2022年1月29日 | 近藤玲奈 2nd LIVE 〜11次元のLena〜 | 東京・渋谷duo MUSIC EXCHANGE（東京都） |